# 啓新書院

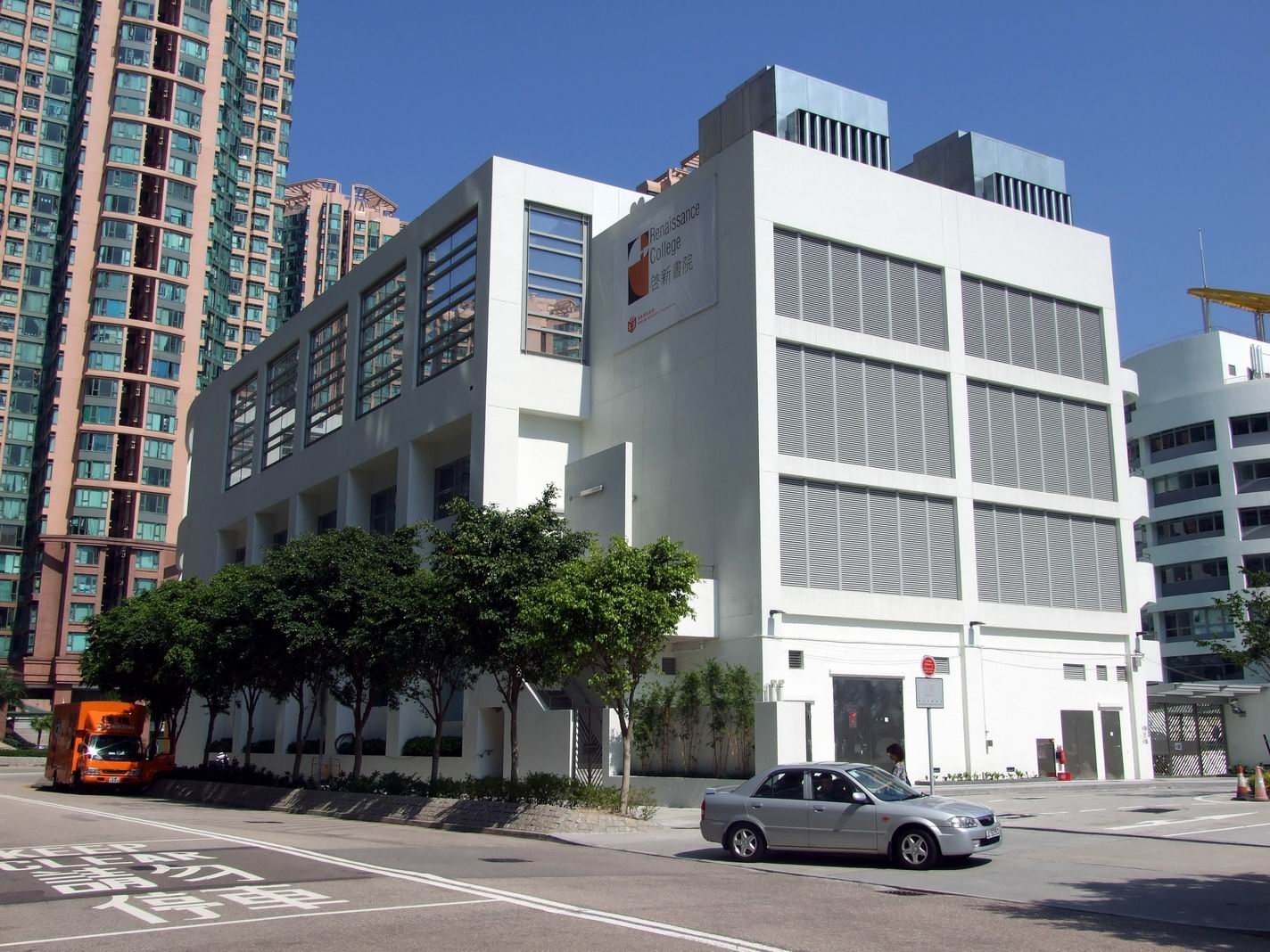
啓新書院

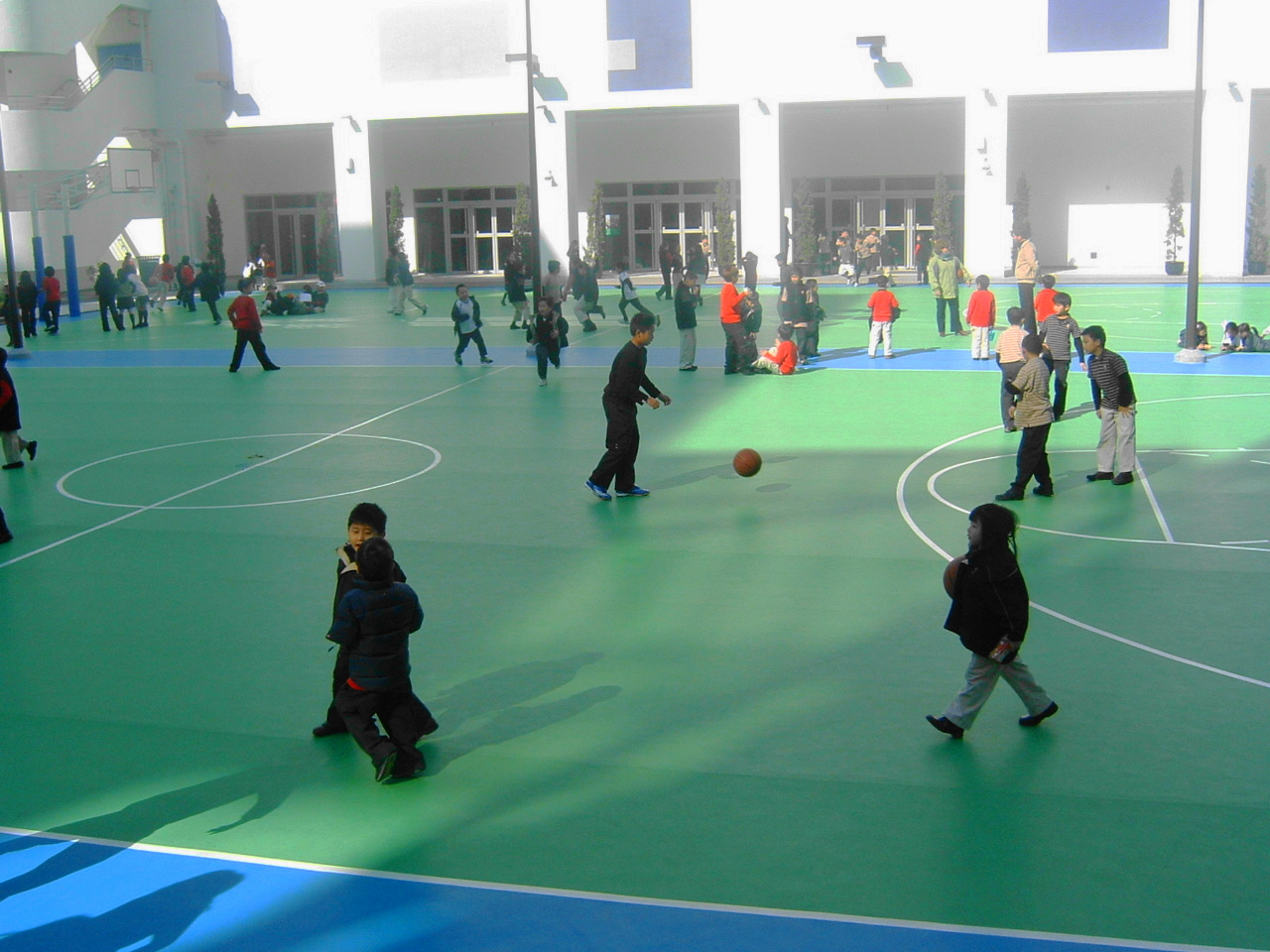
午膳時份，小學部籃球場

啓新書院（英語：Renaissance College）是一間在香港馬鞍山的私立國際學校，位於恆明街5號，有小學和中學部，由英基學校協會創辦。啓新書院是英基學校協會首間、亦是香港首間提供國際文憑組織（International Baccalaureate Organisation）小學及中學課程的學校，能銜接國際文憑大學預科課程。

## 歷史
啓新書院前身為私立的加拿大海外國際書院（Canadian Overseas International College），該校曾於九龍塘開設幼稚園部及小學部、並於馬鞍山開設中學部。2001年10月28日該校宣佈因財政問題停辦，約380名學生面臨失學，在教育統籌局、受影響家長與及社會人士的斡旋下，決定由英基學校協會創辦一所包含中小學的國際學校安置學生，該校暫名為鳳凰國際學校。政府批出九龍深水埗東京街5號原長沙灣官立中學校舍作為鳳凰國際學校的臨時校舍，並承諾撥出馬鞍山恆明街5號的私立獨立學校校舍作為其永久校舍。2006年，鳳凰國際學校永久校舍落成，更名為啓新書院，並在同年9月開課。

## 註腳
1. ↑  .   [2007-02-24]. （原始内容存档于2020-08-08）.